# Henri-Émile Chevalier
Henri-Émile Chevalier, né le 13 septembre 1828 à Châtillon-sur-Seine et mort le 26 août 1879 à Paris, est un homme de lettres français.

## Biographie
Ayant porté les armes, Chevalier dut s’exiler à la suite du coup d'État du 2 décembre 1851, et séjourna en cette qualité aux États-Unis, où il a donné des feuilletons dans le Courrier des États-Unis, à Montréal où il a écrit dans des journaux démocratiques et occupé le poste de bibliothécaire de l’Institut canadien.
Pendant son séjour en Amérique, il a publié un grand nombre de romans édités à Montréal et plusieurs ouvrages sur la Géologie américaine. Il a traduit de l’anglais le Foyer canadien, de Knot, publié l’Art de la beauté paru sous le nom de Lola Montez, et donné une nouvelle édition de l’Histoire du Canada, du frère Gabriel Sagard-Théodat. Il a aussi dirigé La Chasse illustrée.
Ayant accepté l’amnistie en 1860, il écrivit des nouvelles dans des journaux, comme le Pays et L'Opinion nationale, et des séries de romans sur les Amérindiens.
Il a pris place au Conseil municipal de Paris et a fini par un enterrement civil.

## Œuvres

### Drames de l'Amérique du Nord

#### Première Série
- Les Pieds noirs, Paris, A. Bourdilliat, 1861.
- La Huronne : scènes de la vie canadienne, Paris, Poulet-Malassis, 1861.
- La Tête plate, Paris, Poulet-Malassis, 1862.
- Les Nez percés, Paris, Poulet-Malassis, 1862.
- Les Derniers Iroquois, Paris, Lécrivain et Toubon, 1863.
- Poignet d’acier : ou les Chippiouais, Paris, Lécrivain et Toubon, 1863.

#### Deuxième Série
- Peaux rouges et peaux blanches, Paris, P. Toubon, 1864.
- La Fille des Indiens rouges, Paris, Michel Lévy, 1866.

### Légendes de la mer
- Trente neuf hommes pour une femme, épisode de la colonisation du Canada, Paris, V. Benoist, 1878.
- Le Pirate du Saint-Laurent, Paris, Édouard Dentu, 1862.
- Les Requins de l’Atlantique, Paris, Édouard Dentu, 1863.
- Les Naufragés

### Le Nord et le Sud
- L’Espion noir : épisode de la guerre servile : le Nord et le Sud, Paris, Édouard Dentu, 1863.
- Le Fléau de Dieu : épisode de la guerre servile : le Nord et le Sud

### Les Auberges de France
Collaboration avec M. L. Clergeot.
- Les Auberges de France, Paris, F. Cournol, 1863.
- Le Soleil d'Or
- Le Grand Saint Eloi
- L'Hôtel de la Poste

### Chroniques bourguignonnes
- Le Faisan ou Le Souterrain de Juilly, Paris, Charlieu frères et Huillery, 1865.
- La Fosse d'Yonne (Collaboration avec M. de Bresse).

### Divers
- L'Art de la Beauté
- Réédition de Sagard Histoire du Canada, Voyage au pays des Hurons
- Les trois Babylones (avec M. Th. Labourieu)
- Préface des Murailles Révolutionnaires E. Picard, éditeur
- Un drame esclavagiste : prologue de la sécession américaine, Paris, Charlieu et Huillery, 1864.
- L’Enfer et le paradis de l’autre monde, Paris, Librairie centrale, 1866.
- Une nuit dans un grenier, Paris, F. Cournol, 1866.
- Les grands coureurs d’aventures ; Jacques Cartier, Paris, Lebigne-Duquesne, 1868.
- Rabelais et ses éditeurs, Paris, A. Aubry, 1869.
- Les Mystères de Montréal, roman inachevé, paru en feuilleton dans Le Moniteur canadien à compter du 4 janvier 1855 jusqu'en septembre de la même année[1] ;

## Sources
1. ↑  Yoan Vérilhac, « Les mystères des Mystères de Montréal d’Henri-Émile Chevalier », dans Marie-Ève Thérenty, dir., Les Mystères urbains au prisme de l'identité nationale, Médias 19, 2013 (lire en ligne)

- Henri Stein, Polybiblion : Revue bibliographique universelle, t. 26Paris, Aux bureaux de la revue, 1879, p. 275.